# Campionato greco di pallamano maschile
Il Campionato greco di pallamano maschile è l'insieme dei tornei istituiti ed organizzati dalla Federazione di pallamano della Grecia.

La prima stagione si disputò nel 1979-80; dall'origine a tutto il 2024 si sono tenute 45 edizioni del torneo.

La squadra che vanta il maggior numero di campionati vinti è il Ionikos Nea Filadelfeia con 10 titoli (l'ultimo nel 1999); l'attuale squadra campione in carica è l'Olympiacos.

## Organizzazione del campionato

### Struttura
Quella che segue è una sintetica struttura dei primi livelli del torneo.
| Livello | Campionato                  | Campionato                  | Campionato                  | Campionato                  | Campionato                  | Campionato                  | Campionato                  | Campionato                  |
| 1       | Handball Premier 1 14 clubs | Handball Premier 1 14 clubs | Handball Premier 1 14 clubs | Handball Premier 1 14 clubs | Handball Premier 1 14 clubs | Handball Premier 1 14 clubs | Handball Premier 1 14 clubs | Handball Premier 1 14 clubs |
| 2       | A2 Ethniki 20 clubs         | A2 Ethniki 20 clubs         | A2 Ethniki 20 clubs         | A2 Ethniki 20 clubs         | A2 Ethniki 20 clubs         | A2 Ethniki 20 clubs         | A2 Ethniki 20 clubs         | A2 Ethniki 20 clubs         |

## Albo d'oro
| Edizione | Vincitore               |
| -------- | ----------------------- |
| 1979-80  | Ionikos Nea Filadelfeia |
| 1980-81  | Ionikos Nea Filadelfeia |
| 1981-82  | Ionikos Nea Filadelfeia |
| 1982-83  | Ionikos Nea Filadelfeia |
| 1983-84  | Ionikos Nea Filadelfeia |
| 1984-85  | Ionikos Nea Filadelfeia |
| 1985-86  | Filippos Veria          |
| 1986-87  | Ionikos Nea Filadelfeia |
| 1987-88  | Filippos Veria          |
| 1988-89  | Filippos Veria          |
| 1989-90  | Filippos Veria          |
| 1990-91  | Filippos Veria          |
| 1991-92  | Ionikos Nea Filadelfeia |
| 1992-93  | Ionikos Nea Filadelfeia |
| 1993-94  | Filippos Veria          |
| 1994-95  | Filippos Veria          |
| 1995-96  | Vrilissia               |
| 1996-97  | Veria                   |
| 1997-98  | Doukas                  |
| 1998-99  | Ionikos Nea Filadelfeia |
| 1999-00  | Panellinios             |
| 2000-01  | Doukas                  |
| 2001-02  | Panellinios             |

| Edizione | Vincitore       |
| -------- | --------------- |
| 2002-03  | Filippos Veria  |
| 2003-04  | Panellinios     |
| 2004-05  | Athinaikos      |
| 2005-06  | Panellinios     |
| 2006-07  | Panellinios     |
| 2007-08  | Doukas          |
| 2008-09  | PAOK            |
| 2009-10  | PAOK            |
| 2010-11  | AEK             |
| 2011-12  | Diomidis Argous |
| 2012-13  | AEK             |
| 2013-14  | Diomidis Argous |
| 2014-15  | PAOK            |
| 2015-16  | Filippos Veria  |
| 2016-17  | DIKE.AS.        |
| 2017-18  | Olympiacos      |
| 2018-19  | Olympiacos      |
| 2019-20  | AEK             |
| 2020-21  | AEK             |
| 2021-22  | Olympiacos      |
| 2022-23  | AEK             |
| 2023-24  | Olympiacos      |
| 2024-25  | Olympiacos      |

## Riepilogo vittorie per club
| Numero | Club                    | Anni                                                                                     |
| ------ | ----------------------- | ---------------------------------------------------------------------------------------- |
| 10     | Ionikos Nea Filadelfeia | 1979-80, 1980-81, 1981-82, 1982-83, 1983-84, 1984-85, 1986-87, 1991-92, 1992-93, 1998-99 |
| 9      | Filippos Veria          | 1985-86, 1987-88, 1988-89, 1989-90, 1990-91, 1993-94, 1994-95, 2002-03, 2015-16          |
| 5      | Olympiacos              | 2017-18, 2018-19, 2021-22, 2023-24, 2024-25                                              |
| 5      | AEK                     | 2010-11, 2012-13, 2019-20, 2020-21, 2022-23                                              |
| 5      | Panellinios             | 1999-00, 2001-02, 2003-04, 2005-06, 2006-07                                              |
| 3      | PAOK                    | 2008-09, 2009-10, 2014-15                                                                |
| 3      | Doukas                  | 1997-98, 2000-01, 2007-08                                                                |
| 2      | Diomidis Argous         | 2011-12, 2013-14                                                                         |
| 1      | DIKE.AS.                | 2016-17                                                                                  |
| 1      | Athinaikos              | 2004-05                                                                                  |
| 1      | Veria                   | 1996-97                                                                                  |
| 1      | Vrilissia               | 1995-96                                                                                  |